# Austvågøya
Austvågøya ist zugleich die größte und östlichste Insel der norwegischen Lofotenkette. Sie teilt sich in zwei Kommunen. Der nordöstliche Teil wird von der in der Region Vesterålen befindlichen Kommune Hadsel verwaltet, während der westliche und größere Teil die Kommune Vågan bildet.
Auf Austvågøya befindet sich auch mit Svolvær die einzige Stadt der Inselkette. Im Südosten am Vestfjord liegt das idyllische und uralte Fischerdorf Kabelvåg mit dem Lofotenmuseum. Ein weiteres bekanntes Fischerdorf ist Henningsvær im Südwesten.
Die Europastraße 10 erstreckt sich mitten durch die Insel von Osten nach Westen, die im Osten von dem Raftsund mit dem berühmten Trollfjord von der Nachbarinsel  Hinnøya getrennt ist. Der westliche Gimsøystraumen ist der Sund, der die Insel von Gimsøya und damit vom Rest des Archipels trennt. Beide Sunde werden seit den 1990er-Jahren mit Brücken überquert.

## Geografie
Auf Austvågøya befinden sich mit Higravstinden (1146 m), Svartsundtindan (1050 m) und Trolltindan (1045 m) die drei höchsten Berggipfel in Lofoten. Der Vågakallen (942 m), nahe dem auf Schären erbauten Fischerort Henningsvær gelegen, stellt eine Landmarke dar und ist der meistbestiegene und bekannteste Berg Lofotens.

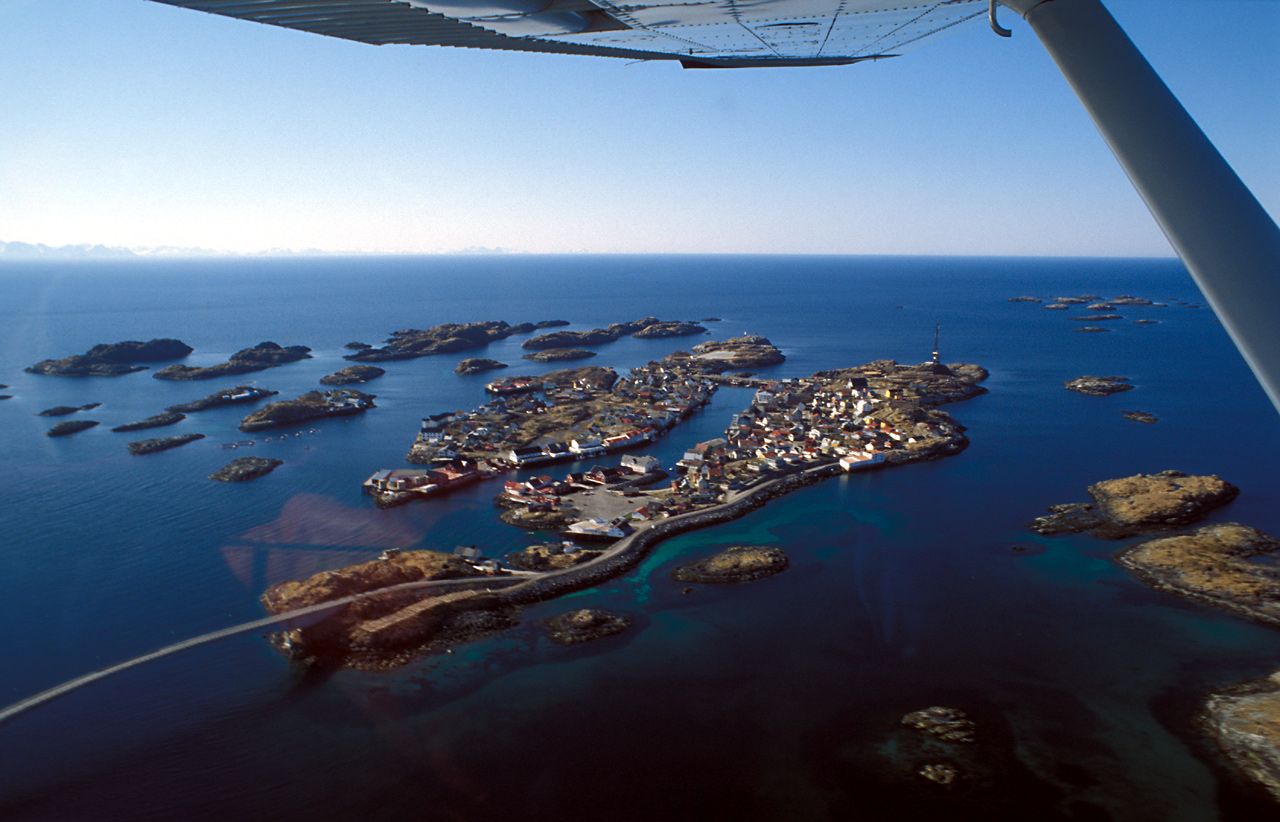
Fischerort Henningsvær
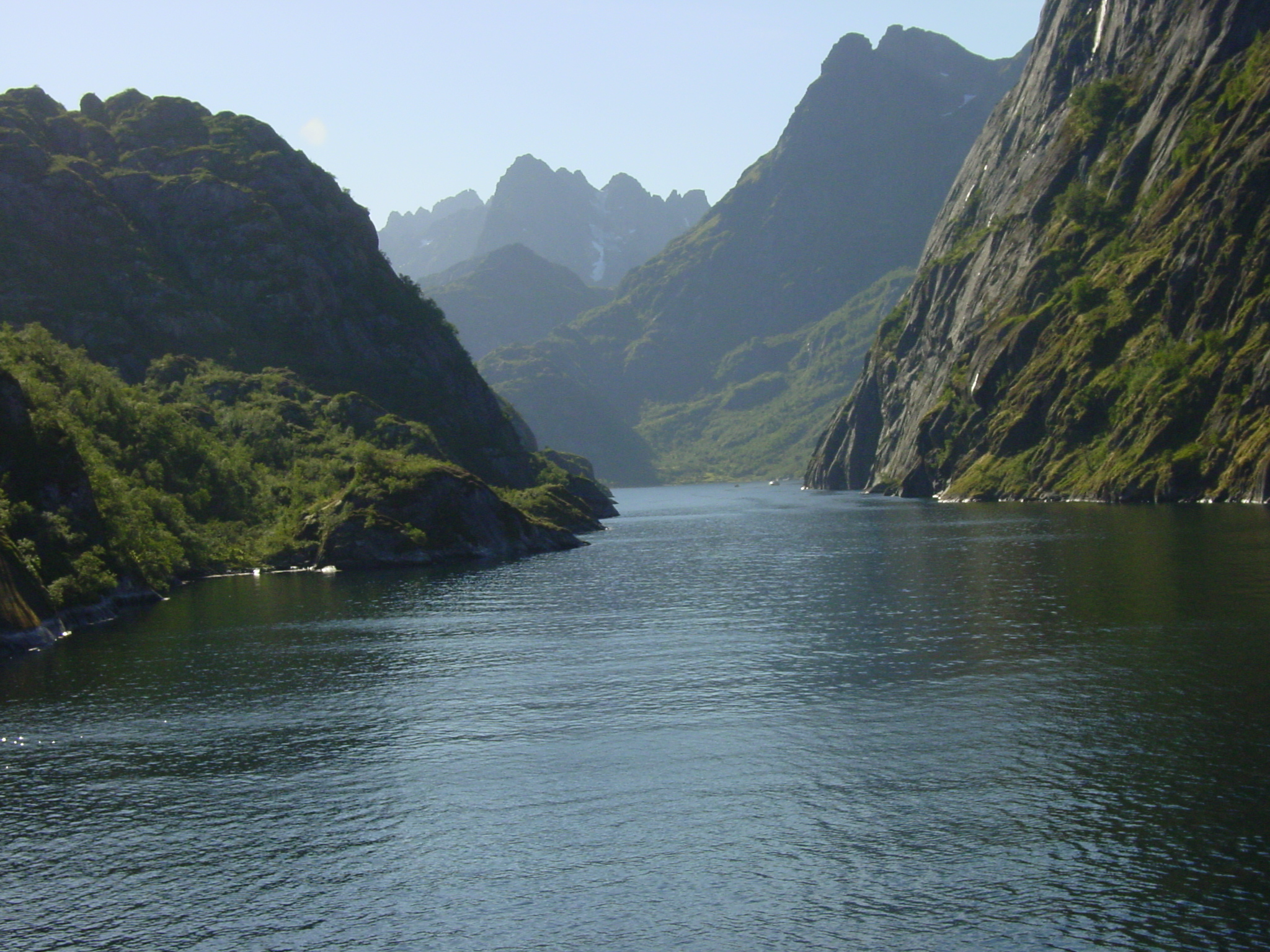
Der Trollfjord mit Trolltindan.
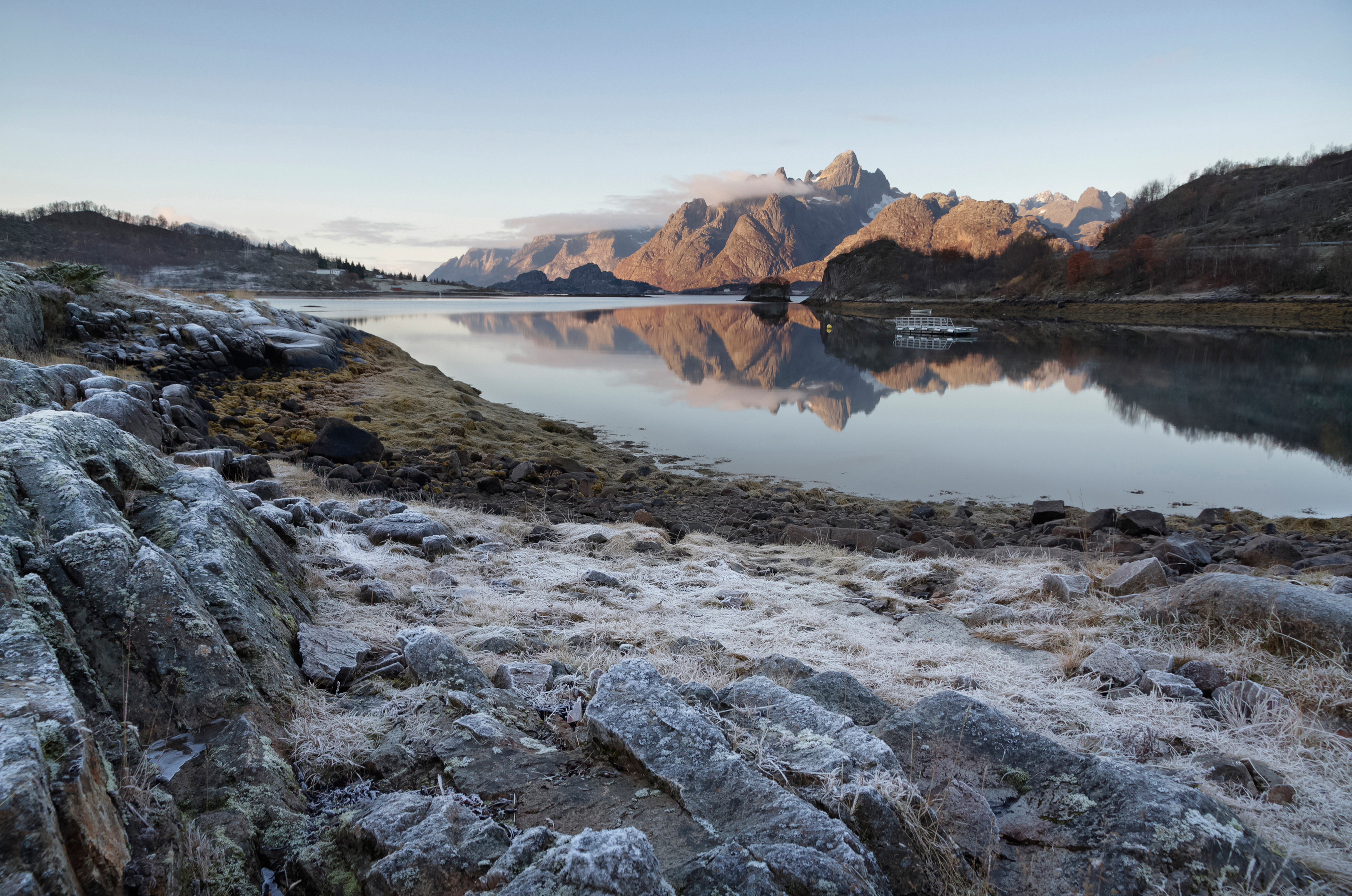
Raftsund mit Trolltindan

## Geschichte
Die drei Inseln Vestvågøya, Gimsøy und Austvågøya bilden zusammen mit Sørvågen auf Moskenesøy die mittelalterliche Kulturlandschaft Vågan, also die einzigen Stellen auf den Lofoten, wo seit der Wikingerzeit überhaupt Ackerbau neben dem Fischfang betrieben werden konnte.

## Bekannte Personen
- Gunnar Berg (1863–1893), Maler, geboren in Svolvær
- Kari Bremnes (* 1956), Liedermacherin
- Hans Egede (1686–1758), Pastor unter anderem auf den Lofoten